# Castano Primo
Castano Primo – miejscowość i gmina we Włoszech, w regionie Lombardia, w prowincji Mediolan.
Według danych na rok 2004 gminę zamieszkiwało 10 040 osób, 528,4 os./km².